# حمام قدیمی جاجرم
حمام قدیمی مربوط به سده‌های متاخر دوران‌های تاریخی پس از اسلام است و در شهرستان جاجرم، دهستان میاندشت، بخش مرکزی، خیابان پانزده خرداد واقع شده و این اثر در تاریخ ۲۶ اسفند ۱۳۸۶ با شمارهٔ ثبت ۲۲۲۱۲ به‌عنوان یکی از آثار ملی ایران به ثبت رسیده است.